# Ichneumon balteatus
Ichneumon balteatus är en stekelart som beskrevs av Wesmael 1845. Ichneumon balteatus ingår i släktet Ichneumon och familjen brokparasitsteklar. Inga underarter finns listade i Catalogue of Life.